# 源清田會
二代目源清田會（げんせいだかい）本部事務所位於新潟縣新潟市西蒲區巻甲2598 獅堂館（原獅堂組本部）的設置；日本指定暴力團之一・六代目山口組旗下的二次團體。

## 略史
「源清田」為「的屋」（露天攤商）的家名，源於江戶時代前就已經存在，與「花又」、「熊屋」、「姉ヶ崎」、「藥屋」、「桝屋」、「丁字屋」等同列最古老的「的屋系」家名、屋號。
1991年5月8日，全日本源清田連合會的島影同族會會長・江口光一會長，與同為源清田一家的部分下部組織，如根岸會、塚本會等重新組合創立了「源清田會」，同時加入五代目山口組。當時，因為新潟縣地區的本地幫派組織反抗的關係，以致山口組難以進入新潟地區發展；不過，就在江口光一組成「源清田會」後加入山口組扭轉了這個情勢，讓山口組利用此機會進入了新潟地區發展。在2005年6月6日、江口會長因為疾病而引退，源清田會被解散，很多旗下的團體移籍轉入後藤組與芳菱會。
2009年8月24日、芳菱會會長・瀧澤孝宣布退位，芳菱會解散；9月，地盤由國領屋一家繼承。二代目獅堂組組長・平松大睦亦移籍國領屋一家擔任若頭，後就任副組長。
2013年11月、國領屋一家副組長・平松大睦昇格為六代目山口組直參的人事決定。

## 歷代會長
- 初代目・江口光一（五代目山口組若中、日本東北地區唯一五代目山口組直系組長）
- 二代目・平松大睦（六代目山口組若中、原國領屋一家副組長、二代目獅堂組組長）

## 最高幹部
- 會長・平松大睦（六代目山口組若中、原國領屋一家副組長、二代目獅堂組組長）
- 若頭・渡辺修企
- 相談役・内山 昇

## 下部直系組織
- 三代目獅堂組
- 光和組
- 伊部組

### 其他相關
- 初代源清田會

## 資料來源
1. ↑  山口組11月度「定例会」發表年内“最終人事”決定新直参４人昇格！ 週刊実話2013年 NO.43 的存檔，存档日期2013-11-02.